# Kurt Schmücker
Kurt Schmücker, né le 10 novembre 1919 à Löningen et décédé le 6 janvier 1996 à Löningen, est un homme politique allemand membre de l'Union chrétienne-démocrate d'Allemagne (CDU).
En 1963, il devient ministre fédéral de l'Économie d'Allemagne de l'Ouest. Chargé de l'intérim du ministère fédéral des Finances en novembre 1966, il est nommé ministre fédéral du Trésor en décembre suivant dans la première grande coalition fédérale. Son ministère disparaît à la fin de son mandat, en 1969.

## Biographie
Il termine une formation d'imprimeur en 1938, la complète par une formation d'éditeur, puis sert comme soldat de la Wehrmacht au cours de la Seconde Guerre mondiale. En 1947, il prend la tête de l'imprimerie familiale, Friedr. Schmücker, située dans sa ville natale.
Il est décédé le 6 janvier 1996, à l'âge de 76 ans, dans sa ville de Löningen.

## Parcours politique

### Au sein de la CDU
Membre de l'Union chrétienne-démocrate d'Allemagne (CDU) à partir de 1946, il participe dix ans plus tard à la fondation de l'association des petites et moyennes entreprises (MIT) de la CDU. Il en prend alors la présidence et ne la quittera qu'en 1970.
Par ailleurs, Kurt Schmücker est trésorier fédéral du parti pendant trois ans à partir de 1968.

### Député fédéral
En 1949, il est élu député de Basse-Saxe au Bundestag lors des premières élections législatives fédérales d'Allemagne de l'Ouest. Âgé de 30 ans, il est alors le plus jeune député de la CDU. Il prend la présidence du groupe de travail sur la politique économique et agricole du groupe CDU/CSU en 1957 pour trois ans.
Il est élu président de la commission parlementaire de l'Économie en 1959, mais abandonne ce poste deux ans plus tard pour devenir vice-président du groupe, à la suite des législatives de 1961 au cours desquelles il a été réélu député au scrutin uninominal avec 81,9 % des voix, un record.

### Le deuxième ministre fédéral de l'Économie
Le 17 octobre 1963, Kurt Schmücker est nommé ministre fédéral de l'Économie d'Allemagne de l'Ouest dans la coalition noire-jaune du nouveau chancelier Ludwig Erhard, dont il est le benjamin. À ce poste, il doit notamment affronter un début de crise économique, après quatorze ans de miracle économique, et fait donc adopter une loi fédérale consistant en un pacte de stabilité et de croissance.

### Aux Finances, puis au Trésor
À la suite du départ des ministres du Parti libéral-démocrate (FDP) du gouvernement le 28 octobre 1966, il est chargé de l'intérim à la tête du ministère fédéral des Finances. Le 1er décembre, après la formation d'une grande coalition réunissant la CDU/CSU et le SPD sous la direction de Kurt Georg Kiesinger, il devient ministre fédéral du Trésor.

### Fin de carrière
Il renonce à ce poste le 21 octobre 1969, du fait de la formation d'une coalition sociale-libérale associant le SPD et le FDP sous l'autorité du vice-chancelier sortant Willy Brandt. Il retourne alors siéger au Bundestag jusqu'à la fin de la législature, en 1972, et ne se représente pas aux élections anticipées de cette même année.
Kurt Schmücker obtient peu de temps après le titre de maire honoraire de Löningen, qu'il conserve jusqu'à la fin de sa vie, et se retire de la vie politique.